# 한국산업기술문화재단
한국산업기술문화재단(韓國産業技術文化財團, Korea Industrial Technology Foundation for Cross-Media and Culture ; Kimac)은 국민생활 및 산업전반에 대한 산업기술·융합분야 문화콘텐츠의 개발, 보급 및 서비스 등을 통해,국민이 공감하고 참여하는 친화적 기술·융합문화 조성에 기여위하여 설립된 재단법인이다.

## 주요 사업
- 방송채널사용사업 - 산업방송 채널i 운영: KT올레TV 165번, SK브로드밴드 281번, LGU+ 187번
- 미디어홍보 대행 - 산업기술/에너지/무역 관련 홍보, 중소기업 홍보지원 등
- 산업기술문화확산 및 저변확충 사업 - 기관, 기업대상 문화사업 종합 에이전시
- 뉴미디어콘텐츠 제작 및 강화·제휴·연계 - DC제작센터 운영(영화, 드라마, CF제작사업 및 시설임대)
- 프로그램 기획 및 뉴미디어 컨설팅 사업
- Meeting·Incentive·Convention·Exhibition 홍보 및 기획

## 주요연혁
- 2025년

```
→ 제4대 이사장 박건수 취임
```

- 2024년

```
→
 2024 대학생 자율주행 경진대회 행사 운영
```

- 2023년

```
→
 포항 지진연구센터 구축 지원사업
```

```
→
 신기술 기반 콘텐츠랩 운영사업
```

```
→
 MBC 선도기업 아카데미 운영 대행
```

```
→
 우수신용기업인증(나이스디엔비) 획득
```

```
→
 한국산업기술문화재단-이노비즈협회 MOU 체결
```

- 2022년

```
→
 한국산업기술문화재단-한국과학창의재단 MOU 체결
```

```
→
 한국산업기술문화재단-한국전문대학교교육협회 MOU 체결
```

- 2021년

```
→ 제3대 이사장 김영민 취임
```

- 2020년

```
→ 'LG유플러스' 진입/방송 개시(Ch.238)
```

- 2019년

```
→ 정책채널협의회 운영을 위한 MOU
```

```
→ 한국문화재재단 MOU 
```

```
→ 한국산업기술문화재단 창사 10주년 
```

```
→ '광주방송' 진입/방송 개시(Ch.135)
```

- 2018년 → '현대HCN' 진입/방송 개시(Ch.354)

```
→ '금강방송' 진입/방송 개시(Ch.235)
```

```
→ '아름방송' 진입/방송 개시(Ch.80-1)
```

- 2017년

```
→ 대학생 자율주행 경진대회 운영 
```

```
→ '울산중앙방송' 진입/방송 개시(Ch.167)   
```

```
→ 'CJ헬로' 진입/방송 개시(Ch.203) 
```

```
→ 'SK브로드밴드' 진입/방송 개시(Ch.281) 
```

- 2016년

```
→ '채널i'로 채널명 변경  
```

```
→ 서경방송 진입/방송 개시(Ch.311)  
```

```
→ 동아방송예술대학교 MOU
```

- 2015년

```
→ [한국산업기술미디어문화재단]에서 [한국산업기술문화재단]으로 사명변경(2015.9.22) 
```

```
→ 한국생산성본부 MOU
```

```
→ 경기도평생교육진흥원 MOU
```

- 2014년

```
→ 
산업방송 채널i
 개국 및 첫 방송(04.30)
```

```
→ 제8회 테크마니아 페스티벌 개최글로벌 프랜드쉽 투어 개최 
```

```
→ 2014 대한민국 기술대상 시상식 개최
[
1
]
```

- 2013년

```
→ 산업방송 인터넷 멀티미디어 사업신고 완료(11.26)
```

```
→ 방송채널사용사업 등록 신고 완료(11.15)
```

```
→ 제7회 테크마니아 페스티벌 개최 글로벌 프랜드쉽 투어 개최
```

- 2012년

```
→ 제2대 이사장 오영교 취임
```

```
→ 제6회 테크마니아 페스티벌 개최
```

```
→ 2012 테크로드 챌린저 개최글로벌 프랜드쉽 투어 개최
```

```
→ 온드림스쿨 특활교실 운영
```

- 2011년

```
→ 해외산업동향 전문뉴스 GWCAST 운영
```

```
→ KOTRA-KIMAC 멀티미디어 콘텐츠 제작 위한 업무 협약 체결(3.4)
```

```
→ 제5회 테크마니아 페스티벌 개최
```

```
→ 2011 테크로드 챌린저 개최
```

```
→ 누리꿈스퀘어 공동제작센터 운영
```

- 2010년

```
→ 산업기술미디어문화재단 비전선포식 개최
```

```
→ 명사들의 음식이야기 LEADERS’ TASTES 발간
```

```
→ 산업기술 미디어 후원회 결성
```

```
→ 한국산업기술미디어문화재단 누리꿈스퀘어 이전(8.16)
```

```
→ 제4회 테크마니아 페스티벌 개최
```

```
→ 제4회 테크로드 투어 개최
```

- 2009년

```
→ 제3회 테크마니아 페스티벌 개최
```

```
→ 제3회 테크로드 투어 개최
```

```
→ 제1대 이사장 최순자 취임 
```

```
→ 한국산업기술미디어문화재단 출범
```

## 이사장
- 박건수

```
→ 2025.03 ~ : 한국산업기술문화재단 이사장  
```

```
→ 2022.03 ~ 2023.12 : 제8대 한국산업기술대학교 총장
```

```
 → 2019 : 제8대 한국산업기술대학교 총장
 → 2019.03 : 산업통상자원부 산업혁신성장실 실장
 → 2017.09 : 산업통상자원부 산업정책실 실장
 → 2017.02 : 산업통상자원부 산업기술정책관
 → 2016.02 : 산업통상자원부 통상정책국 국장
 → 2013.11 : 산업통상자원부 통상정책국 심의관
 → 2011.05 : 지식경제부 협력총괄과 과장
 → 2006.02 : 산업자원부 상생협력팀 팀장
 → 2006.02 : 산업자원부 산업구조과 과장 
 → 2004.12 : 산업자원부 구미협력과 과장
 → 1992.11 : 산업통상자원부 무역/통상/산업 관련과 사무관 및 과장
 → 1991 : 제34회 행정고시 합격
```

## 조직

### 임원실
- 상임이사

### 방송본부
- 편성기획팀
- 미디어제작팀
- 보도팀

### 사업본부
- 문화사업팀
- 콘텐츠사업팀
- 신사업기반팀

### 경영 기획 및 지원 부문
- 경영기획팀

## 같이 보기
- 산업방송 채널i
- 산업통상자원부
- 산업기술인터넷방송국
- 한국산업기술진흥원
- 한국산업기술평가관리원